# Palestine (région)
Cet article concerne la Palestine en tant que région géographique et historique. Pour la Palestine en tant qu'État souverain, voir Palestine (État). Pour la Palestine en tant que territoires conquis par l’Égypte et la Jordanie de 1948 à 1967 puis par Israël, voir Territoires palestiniens occupés. Pour les autres significations, voir Palestine.
Cette page contient des caractères spéciaux ou non latins. S’ils s’affichent mal (▯, ?, etc.), consultez la page d’aide Unicode.
Le nom Palestine  (en latin : Palaestīna, dérivé du grec ancien : Παλαιστίνη / Palaistínē ; en arabe : فِلَسْطِين (Filasṭīn) et en hébreu : פלשתינה) désigne la région historique et géographique du Proche-Orient située entre la mer Méditerranée et le désert à l'est du Jourdain et au nord du Sinaï. Si le terme « Palestine » est attesté depuis le Ve siècle av. J.-C. par Hérodote, il est officiellement donné à la région par l'empereur Hadrien au IIe siècle, après l'expulsion des Juifs à la suite de leur révolte en 132-135 apr. J.-C.
La zone n'est pas clairement définie. Centrée sur les régions de Galilée, de Samarie, de Judée et du Néguev, ses limites sont approximativement le fleuve Litani au nord, la vallée du Jourdain, la mer morte et la vallée de l’Arava à l’est, et le Sinaï au sud. À l'époque des croisades, le Pérée au nord-est de la mer Morte, la Batanée et la Décapole au-delà du Jourdain y étaient attachés. Le terme est aussi utilisé comme équivalent à la terre d'Israël.
La région comprend aujourd'hui l'État d'Israël, les territoires palestiniens occupés (bande de Gaza et Cisjordanie, dont Jérusalem-Est), parfois également, une partie du royaume de Jordanie, le Liban du Sud et le plateau du Golan,.
Historiquement, elle correspond à Canaan, à la terre d'Israël et fait partie de la région de Syrie (Syrie-Palestine). Dans les traditions abrahamiques, elle est la Terre promise aux enfants d'Israël, la Terre sainte du christianisme et une terre sainte de l'islam.

## Terre de religions

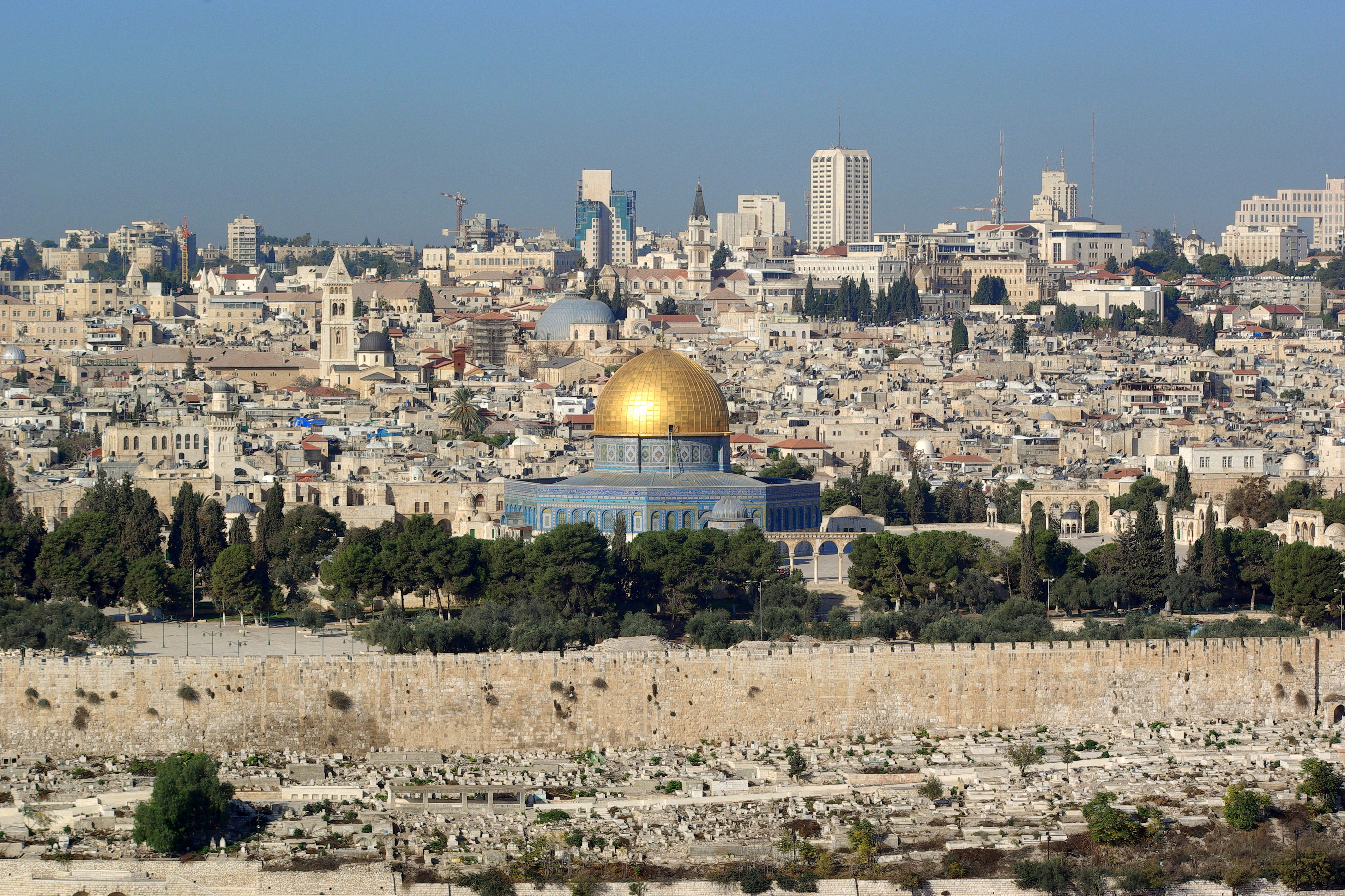
Vue d'une partie de Jérusalem et du Dôme du Rocher, en 2008.

Terre promise et Terre sainte du peuple juif et du judaïsme, Terre sainte des chrétiens, terre où se situe la mosquée al-Aqsa, un lieu saint de l'islam, la Palestine présente une importance majeure au sein des grandes religions monothéistes, le judaïsme, le christianisme, l'islam. Des lieux de culte et de vénération, souvent revendiqués par plusieurs de ces religions et parfois lieux de conflit entre leurs fidèles, sont éparpillés sur tout ce territoire historique : Jérusalem, Hébron, Bethléem, Safed, Jéricho, Haïfa, le mont Carmel, Acre, le lac de Tibériade…

## Origine du nom
Pour le Centre national de ressources textuelles et lexicales, le mot « Palestine » nous est parvenu au travers du latin Palaestina et du grec παλαιστινη (Palaistínē), eux-mêmes de l'hébreu pĕlesheth (פְּלֶשֶׁת), qui désignait le pays des Philistins,,,.
Selon l'exégète Guy Couturier, la forme actuelle du nom « Palestine » résulte de transformations, à travers les siècles, du mot hébreu Pelishtîm, que nous transcrivons « Philistins ». Il ajoute qu'il fait directement référence aux Philistins, mais sous la forme assyrienne Palastu répandue par les Grecs.

## Histoire de l’utilisation du terme «Palestine»
Le mot « Palestine » est attesté dans l'Antiquité dans différentes langues. L'usage géographique du terme désignait des territoires dont les frontières ne sont pas bien délimitées, situés approximativement à l'ouest et à l'est du Jourdain, et couvrant parfois l'ensemble du pays de Canaan.
Les Romains désignèrent la région sous le nom de Palaestina Prima au sud et de Palaestina Secunda au nord. Durant l'époque des croisades, elle fut appelée « Terre sainte » par les croisés. Les Empires mamelouk et ottoman n'utilisaient le nom « Palestine » sous aucune forme, mais après la Première Guerre mondiale, les principales puissances alliées ont appliqué le nom au territoire du foyer national juif (Sanremo, 1920) sous mandat britannique.
Dans la langue française, le terme « Palestine » est utilisé depuis plusieurs siècles pour désigner le territoire situé géographiquement entre la mer Méditerranée et le fleuve Jourdain.
Le nom « Palestine » perdure même s'il a pris un sens politique et a perdu une partie de sa neutralité, spécifiquement après la création de l'État d'Israël en 1948. Notamment, certains Israéliens ou Juifs perçoivent dans l'utilisation de ce terme un déni de l'existence effective de l'État d'Israël sur une partie de ce territoire, ou de sa légitimité sur cette même terre. Et le fait de désigner par « Palestine » un éventuel futur État arabe sur les territoires palestiniens occupés accroît cette confusion.
Toutefois, la partie arabe continue d'appeler « Palestine » soit la région dans son intégralité, soit seulement la bande de Gaza et la Cisjordanie, tandis que le terme « Palestiniens » est adopté pour désigner les descendants des habitants de Palestine avant le début du conflit israélo-arabe, y compris souvent les habitants arabes et les Juifs qui descendent des familles qui habitaient en Palestine bien avant les immigrations juives du XXe siècle.

### Antiquité

#### Philistins

Zones approximatives d'influence des royaumes antiques de la région pendant l'âge du fer.

Les Philistins, nom d'envahisseurs venus d'au-delà des mers, sont désignés par les Israélites sous le nom de Pelishtîm, et « bien connus de leurs voisins égyptiens sous la forme Purusati, et assyriens sous la forme Palastu ». Dans la Bible, la région est désignée sous le nom de Peleshet (פלשת), terme qu'il faudrait traduire littéralement par Philistia,,.
Peuple vivant, entre la fin de l'âge du bronze et le début de l'âge du fer, sur une partie de la bande côtière centrée autour de l'actuelle bande de Gaza, les Philistins sont mal connus, car ils n'utilisaient pas l'écriture. D'après Guy Couturier, « [leur langue] est certainement apparentée à celles qu'on parlait en Grèce et à l'ouest de l'Asie Mineure. Les Philistins font partie des Peuples de la Mer. Les noms de ces peuples se rapprochent de ceux des tribus du monde égéen formé de la Grèce, des îles et de la côte ouest de l'Asie mineure (Turquie…). »
On dispose de références à ce peuple dans des documents égyptiens qui en font l'un des « Peuples de la mer » envahisseurs de l'Égypte sous Ramsès III et désignent par Peleset (P-l-s-t), Philistie, la région qu'ils habitent. Les Philistins et leur pays Peleshet (פלשת Pəléšeth) sont également mentionnés dans la Bible qui parle aussi de « Cananéens » à la fois antérieurs et voisins par rapport aux « Philistins » : selon le texte, les Hébreux étaient régulièrement en guerre avec ce peuple dont les principales villes étaient Ashdod, Ashkelon, Éqron, Gath et Gaza.
L'existence ou non d'un lien historique entre les Philistins - d'origine « vraisemblablement indo-européenne » - et les Palestiniens - descendants des Arabes qui peuplèrent la région de Palestine, à partir du VIIe siècle, passée sous contrôle byzantin - est contestée.

#### Désignation de la région

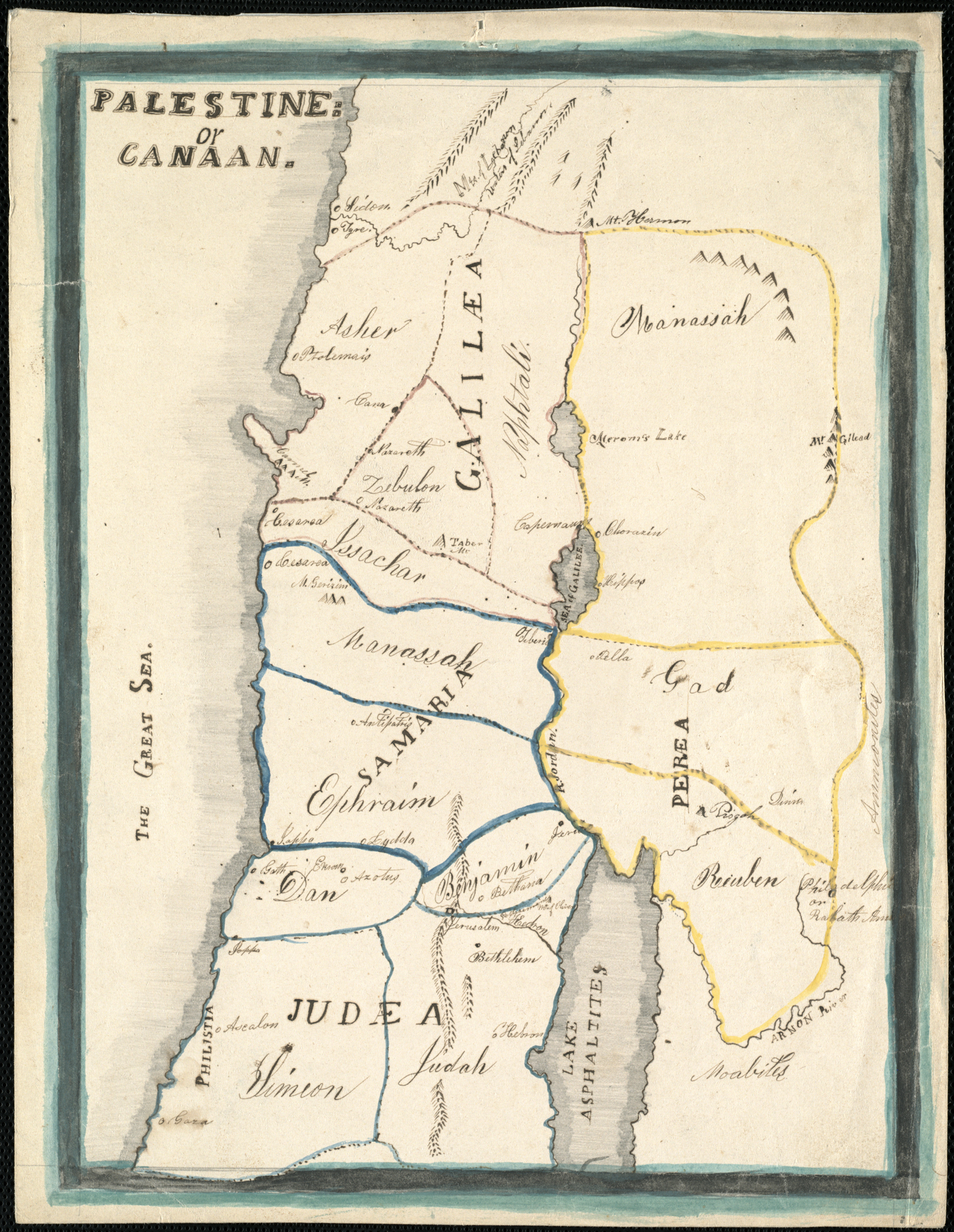
Carte de Palestine ou Canaan, 1853.

Ces différentes appellations de l'Antiquité renvoyaient à la région côtière au nord et au sud de Gaza où s'étaient installés les Philistins. D'autres noms pouvaient être utilisés à cette époque pour désigner approximativement cette même région : Canaan, Amurru, Retenu. « Le terme ethnique le plus ancien est Canaan,. » Les Juifs appelaient le pays Eretz Yisrael.
Dans les textes grecs et latins, le terme de « Palestine » (Palaïstinê) apparaît pour la première fois sous la plume de l'historien grec Hérodote, au Ve siècle av. J.-C., sous le nom de Παλαιστίνη Συρία « Syrie de Palestine » (Histoires, 1.105 ; 2.104 ; etc.),,,,. La région désignée n'a pas de frontières bien délimitées : « Philon, le Juif d'Alexandrie (-13 et 20 av. J.C.-vers 50 apr. J.-C.), assimile la Palestine à Canaan. Pline l'Ancien parle de la Palestine comme du nom de la région frontière de l'Arabie. »
Le Romain Pline l'Ancien traite ainsi, vers 77 apr. J.-C., de la Palestine, de la Judée et des contrées alentour dans le livre V de son Histoire naturelle :

« (XIII.) Puis commencent l'Idumée et la Palestine à la sortie du lac Sirbon, qui a, d'après quelques-uns, 150 000 pas de tour. Hérodote (3, 5) l'a mis au pied du mont Casius ; maintenant c'est un marais de médiocre étendue. Villes : Rhinocolure, dans les terres ; Rhaphée ; Gaza, et dans les terres Anthédon ; le mont Argaris ; sur la côte, la Samarie ; la ville d'Ascalon, libre ; Azotus, les deux Jamnia, dont l'une est dans les terres ; Joppé, des Phéniciens, plus ancienne que le déluge, d'après la tradition ; elle est placée sur un coteau, et a devant elle un rocher où l'on montre les restes des chaînes d'Andromède. On y adore Céto, monstre fabuleux ; au-delà, Apollonie, la tour de Straton, autrement Césarée, fondée par le roi Hérode, maintenant appelée Prima Flavia, d'une colonie qui y a été établie par l'empereur Vespasien ; la limite de la Palestine, à 189 000 pas de la frontière d'Arabie ; puis commence la Phénicie. Dans l'intérieur de la Samarie, les villes de Néapolis, qui se nommait auparavant Mamortha, de Sébaste sur une montagne, et de Gamala sur une montagne plus haute. »

« (XV.) (XIV.) Au-delà de l'Idumée et de la Samarie s'étend la Judée dans un grand espace. La partie qui tient à la Syrie s'appelle Galilée ; celle qui est voisine de l'Arabie et de l'Égypte s'appelle Pérée, parsemée d'âpres montages, et séparée par le Jourdain du reste de la Judée. La Judée même est divisée en dix toparchies, dans l'ordre suivant : celle de Jéricho, plantée de palmiers, arrosée de sources ; celle d'Emmaüm, celle de Lydda, celle de Joppé, celle d'Acrabatène, celle de Gophna, celle de Thamna, celle de Bethleptephe, celle d'Orine, fut Jérusalem, la plus célèbre des villes non de la Judée seulement, mais de l'Orient ; celle d'Herodium, avec une ville illustre du même nom. »

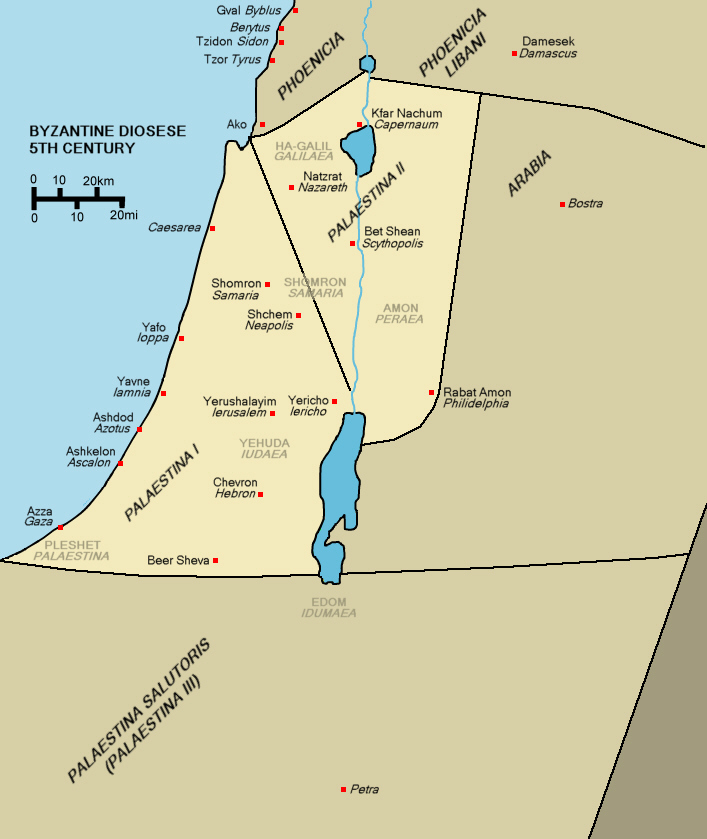
Découpage administratif de l'empire byzantin, suivant les limites des diocèses de Palaestina Prima et de Palaestina Secunda vers la fin du IVe siècle.

Au IIe siècle, le Grec Ptolémée parle également de « Palestine », toujours en lien avec le terme de « Syrie ».
À l'époque romaine, jusqu'à la révolte juive du IIe siècle, le mot « Palestine » n'était pas utilisé pour désigner la Judée, qui était officiellement connue sous ce nom. C'est après la deuxième révolte juive (132-135) qui aboutit à l'expulsion des juifs de Jérusalem par Hadrien que la région est intégrée dans la province de « Syrie-Palestine », (Syria Palæstina), nouvelle dénomination, calquée sur le grec, de ce qui était auparavant appelé en latin, « Syrie Judée » ou « Syrie juive ». Jérusalem est alors renommée Ælia Capitolina en hommage à la famille romaine d'Hadrien et au dieu romain Apollon.
Dans son Histoire romaine (rédigée en grec), l'historien et consul romain Dion Cassius (v. 155-apr. 235) indique :

« Tels sont les événements qui se passèrent alors en Palestine : c'est l'ancien nom de la contrée qui s'étend depuis la Phénicie jusqu'à l'Égypte, le long de la mer intérieure ; mais elle en prend aussi un autre. Elle se nomme Judée et les habitants s'appellent Juifs. Je ne connais pas l'origine de ce second nom… »

Vers 390, le terme de « Palestine » est à nouveau utilisé pour nommer les trois subdivisions administratives du territoire romain de la Palestine :
- la Palestine première (Palaestina Prima) a pour chef-lieu Césarée et comprend la Judée, la Samarie, la Pérée et la côte méditerranéenne ;
- la Palestine seconde (Palaestina Secunda) a pour chef-lieu Scythopolis et comprend la Galilée, la basse plaine de Jezreel, la vallée du Jourdain à l'est de la Galilée et l'ouest de la Décapole ;
- la Palestine troisième (en) (Palaestina Tertia) a pour chef-lieu Pétra et comprend le Néguev, le sud de la Jordanie (détaché de la province d'Arabie), et l'est du Sinaï.

Quatre cartes de la Palestine antique
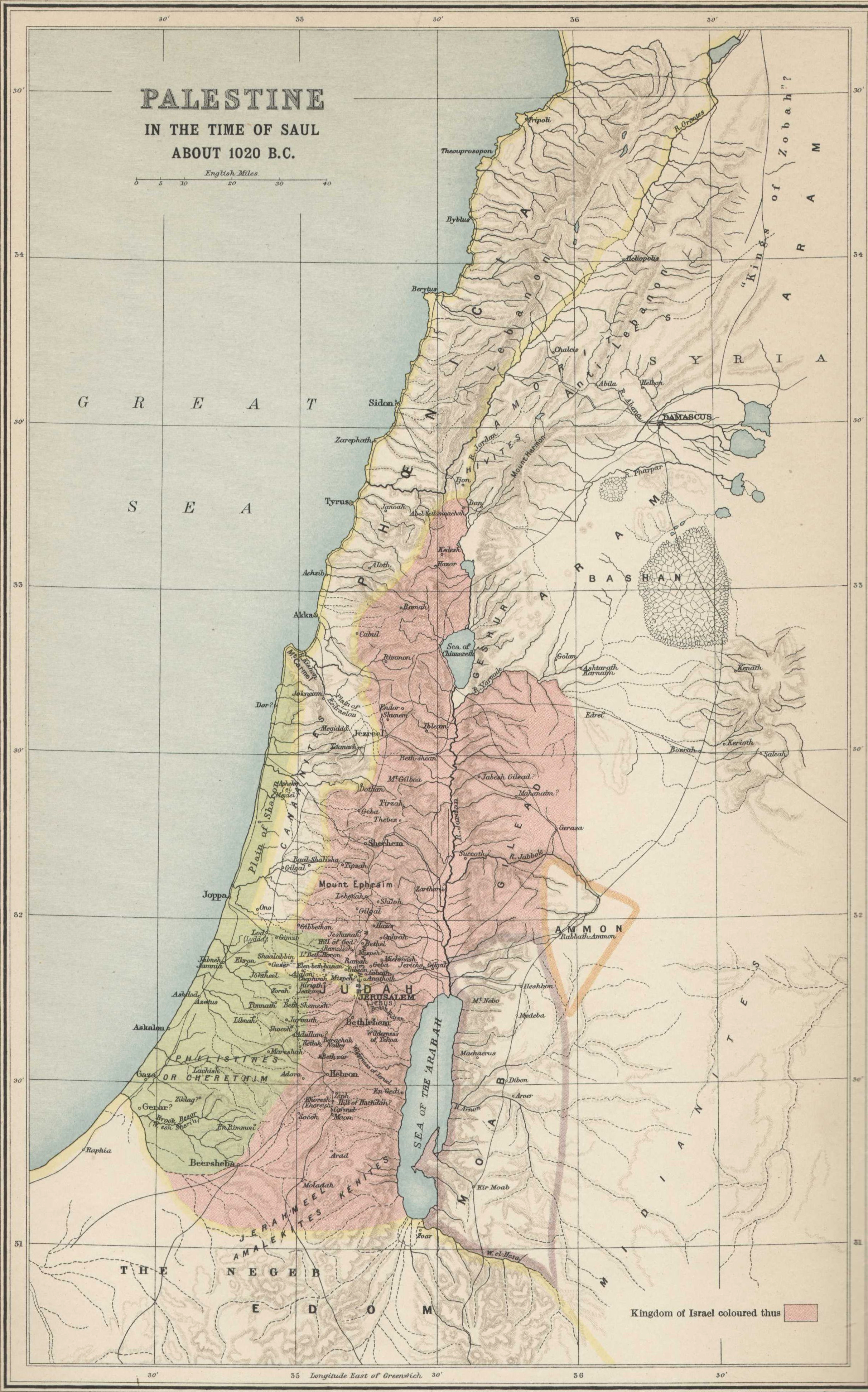
La Palestine au temps de Saül (autour de 1020 av. J.-C.[23]).
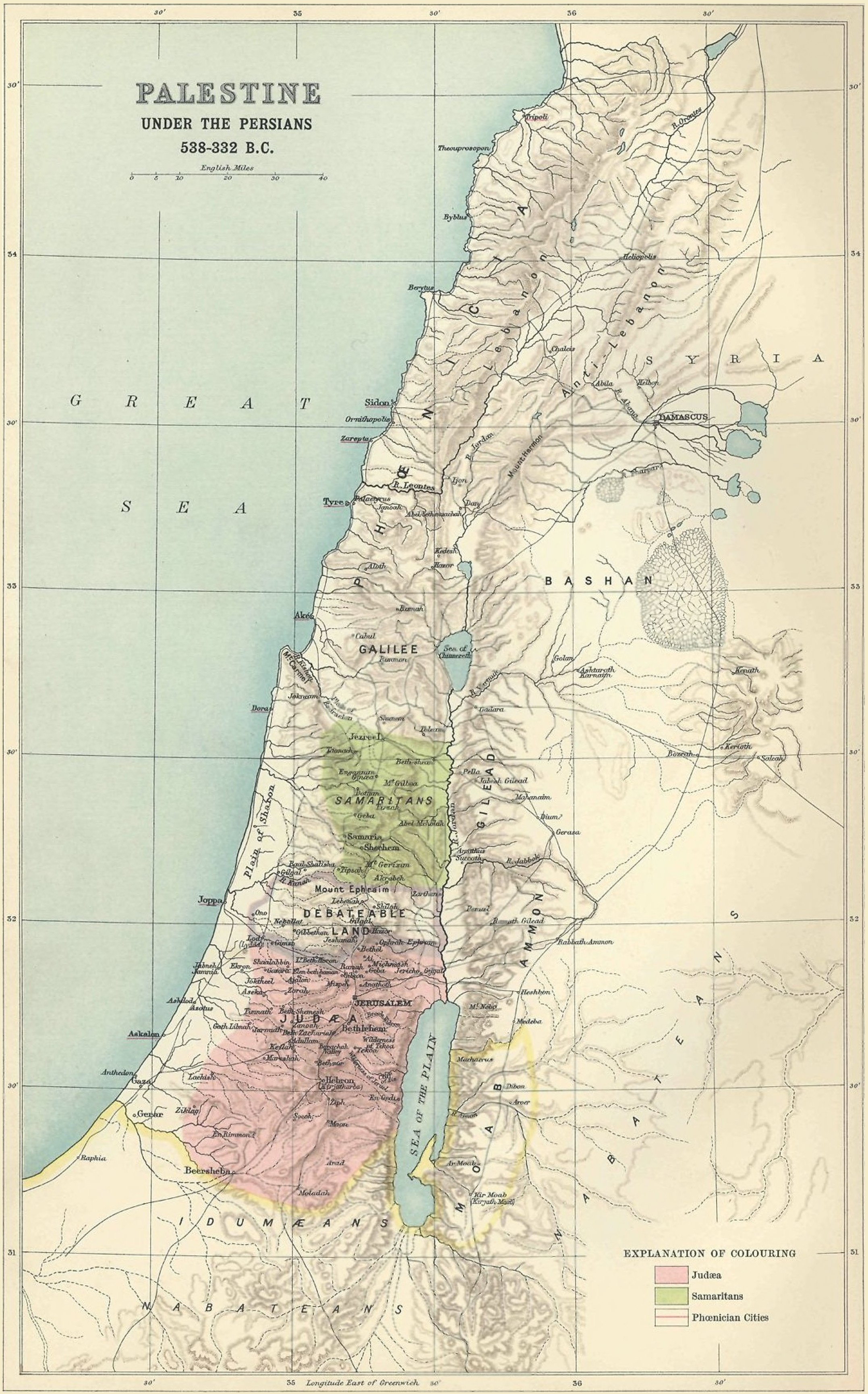
La Palestine sous les Perses (588-332 av. J.-C.)[23].
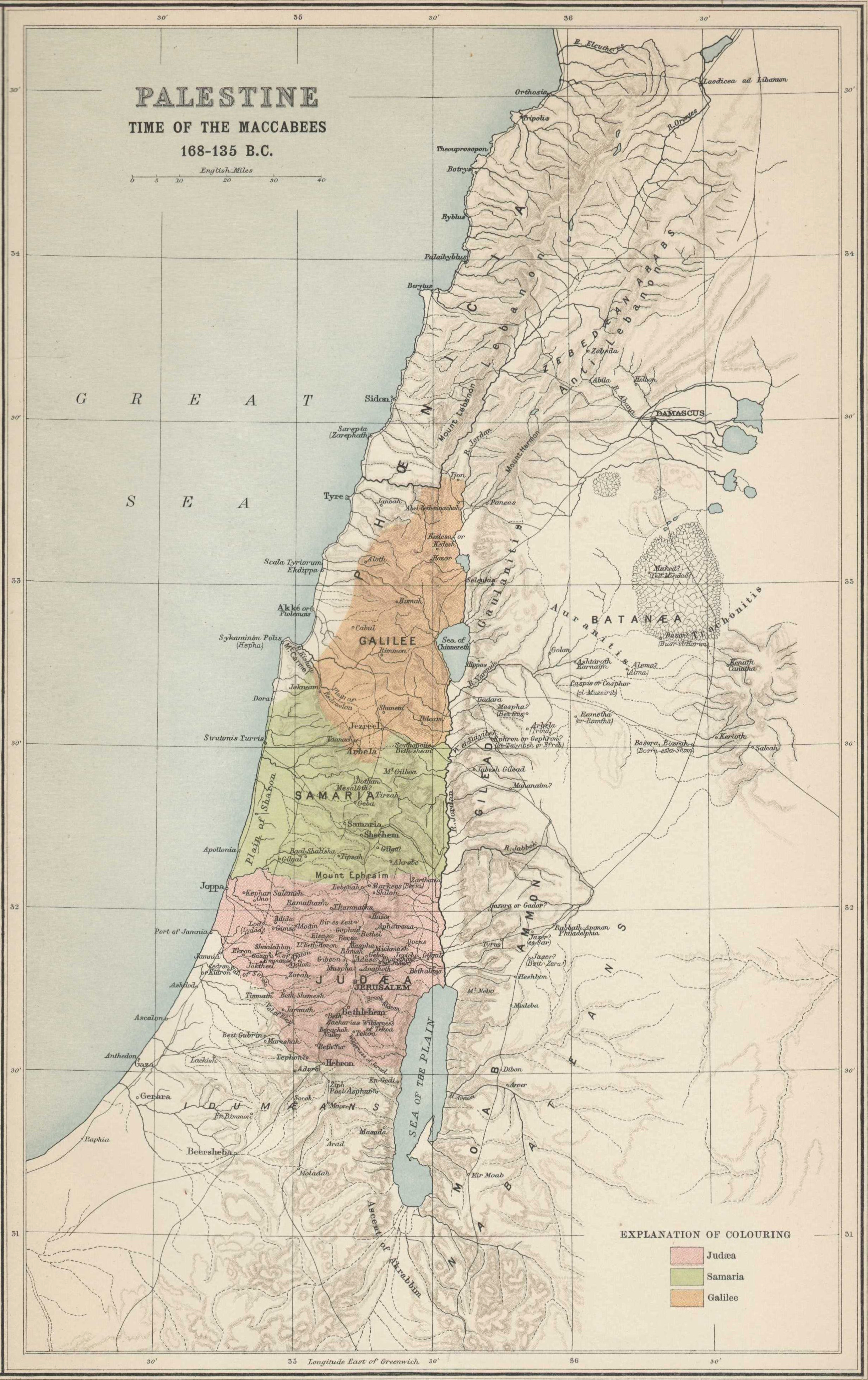
La Palestine sous les Maccabées (168-135 av. J.-C.)[23].
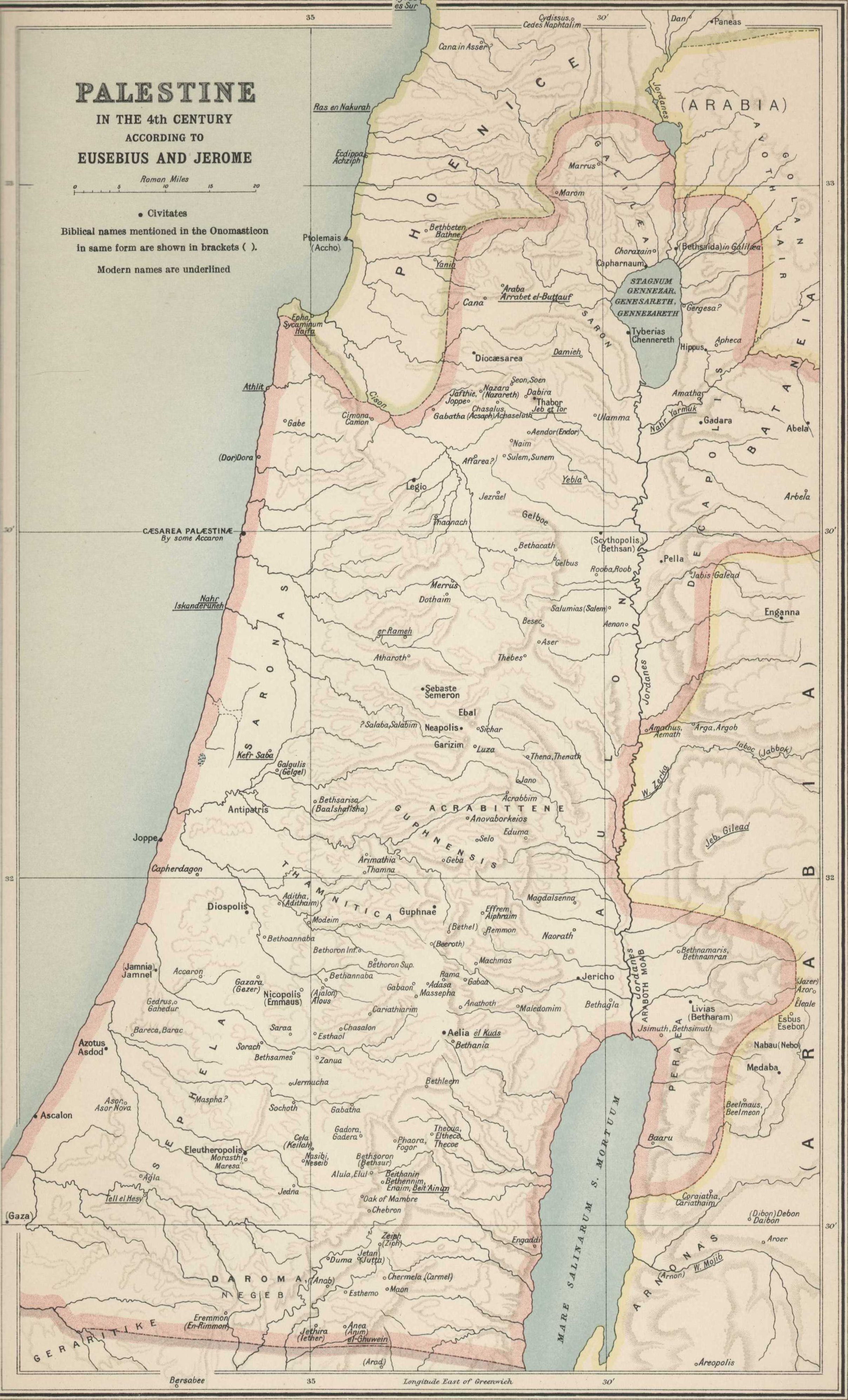
La Palestine selon Eusèbe de Césarée et Jérôme de Stridon (IVe siècle)[23].

### Moyen Âge, époque moderne

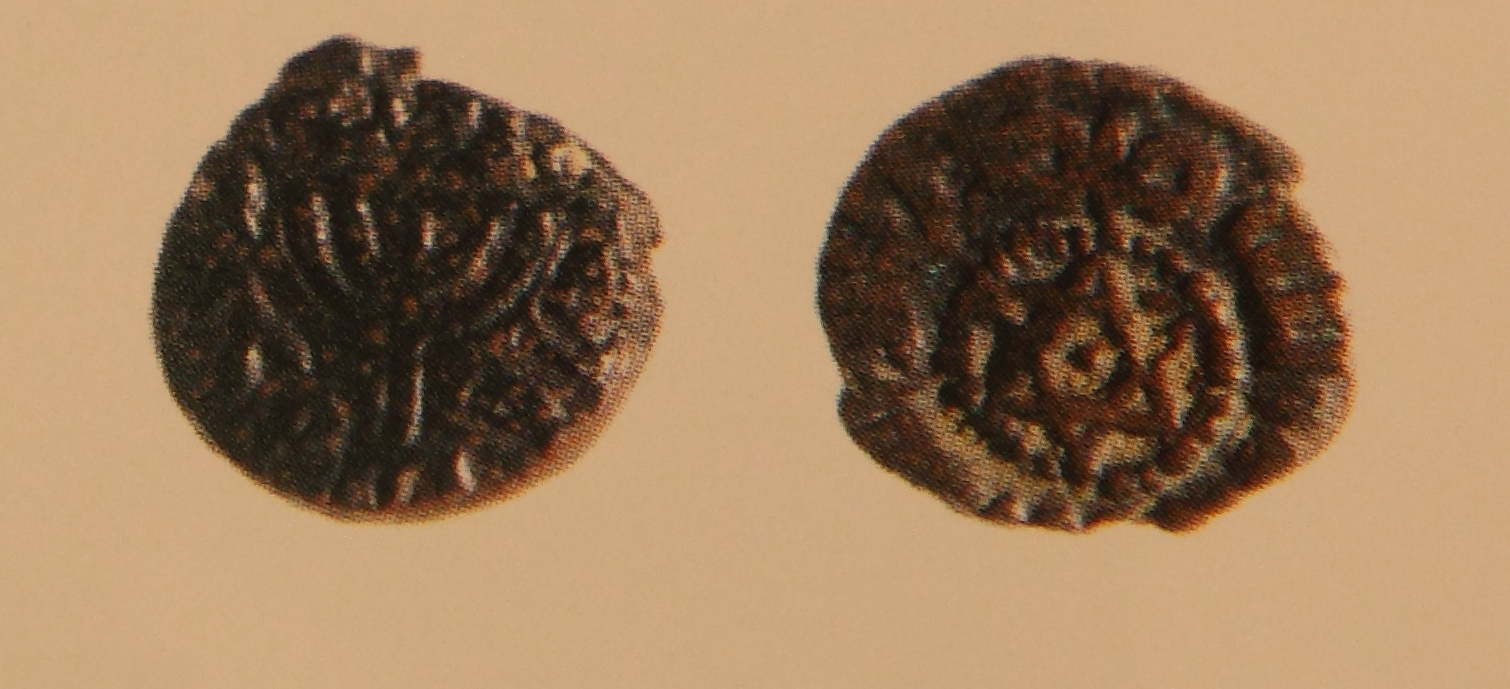
Monnaie musulmane en bronze, l'une avec une menorah, l'autre avec une étoile de David, VIIe siècle (Centre archéologique de Jaffa).

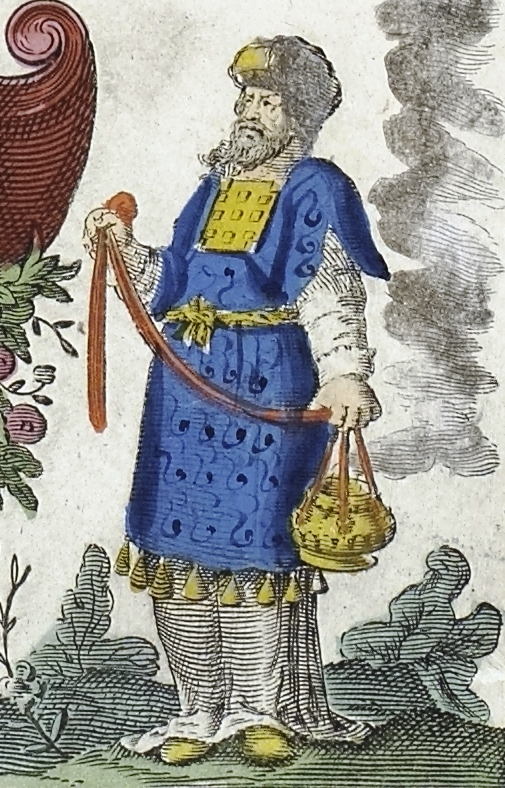
« Grands prêtres d'Israël », Terre sainte de la Terre sacrée de la Promesse qui était autrefois la Palestine, 1648-1664.

Les Arabes, qui ont conquis la Palestine sur les Byzantins dans les années 630, divisent la province d'al-Sham en cinq districts (jund), dont l'un garde le nom de « Palestine » (فلسطين, Filastīn)[réf. nécessaire] et s'étend du Sinaï jusqu'à Akko (connue par les Chrétiens sous le nom de Saint-Jean-d'Acre) ; son chef-lieu est d'abord Ludd (Lydda, Lod) puis, dès 717, ar-Ramlah (Ramla) et plus tard Jérusalem. Les autres villes les plus importantes sont Rafah, Gaza, Jaffa, Césarée, Naplouse et Jéricho. Ce district de « Palestine » était bordé au nord et à l'est par celui de « Jordanie », al-Urdunn, qui avait pour capitale Tibériade et incluait Akko et Tyr. Les frontières entre ces deux districts ont plusieurs fois varié au cours de l'histoire. À partir du Xe siècle, cette division a commencé à tomber en désuétude, pour faire place finalement au royaume chrétien de Jérusalem.
Sous le gouvernement des Croisés, est fondé en 1099, le royaume latin de Jérusalem ; Jérusalem redevient capitale d'un État. Après la défaite et le départ des Croisés, aux XIIe et XIIIe siècles, les jund (districts) arabo-musulmans sont réintroduits, mais leurs frontières sont sans cesse redéfinies.
Les Mamelouks, l'Empire ottoman puis l'Empire turc dominent la Palestine jusqu'en 1917. À aucun moment sous la domination turque, la Palestine ne forme une entité administrative distincte. À la fin du XIIIe siècle, la « Syrie » est divisée en neuf « royaumes », dont les royaumes de Gaza (avec Ascalon et Hébron), Karak (avec Jaffa), Safed (avec Acre, Tyr et Sidon) et Damas (avec Jérusalem). Au milieu du XIVe siècle, le système des districts est réinstauré, et différentes divisions régionales se succèdent (comprenant des villes comme Ramla, Ascalon, Hébron, Naplouse). Tibériade est le chef-lieu d'un autre district, celui d'« Hauran ».

### Époque contemporaine
Avant 1948, le terme « Palestine » est également utilisé par les organisations sionistes (Agence juive pour la Palestine, Banka Palestina, Association France-Palestine, le journal The Palestine Post, etc.). En effet, les juifs parlent alors d’émigration vers la Palestine, afin d'y créer un État juif. Le mot « Palestine » désignait un espace géographique. Dès 1948, le terme, tombé en désuétude dans les milieux sionistes, est remplacé par « Israël » (Agence juive pour Israël, Banka Léoumi qui signifie « nationale », Association France-Israël, le journal The Jerusalem Post, etc.,).

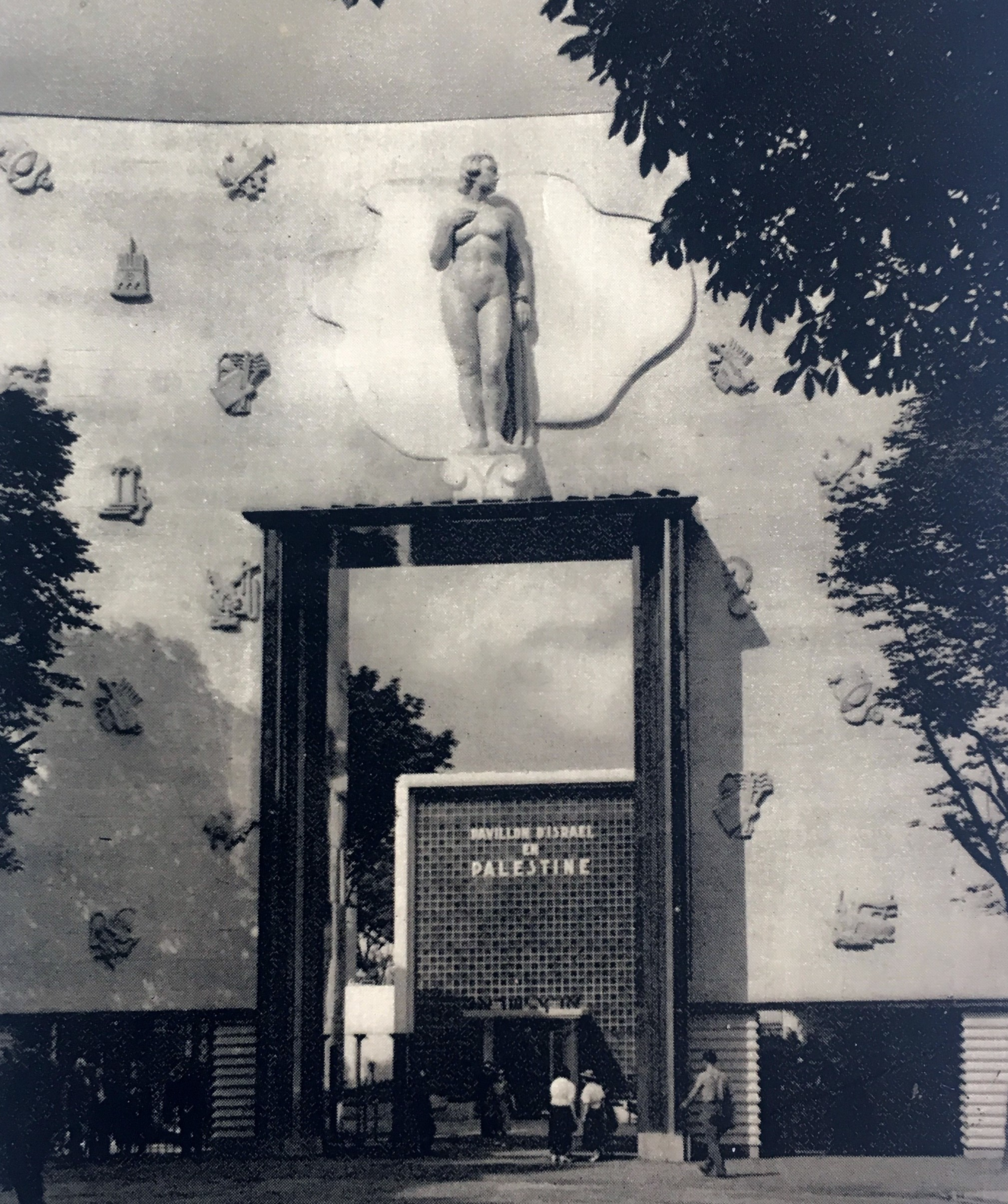
Pavillon d'Israël en Palestine lors de l'exposition universelle de 1937 à Paris.
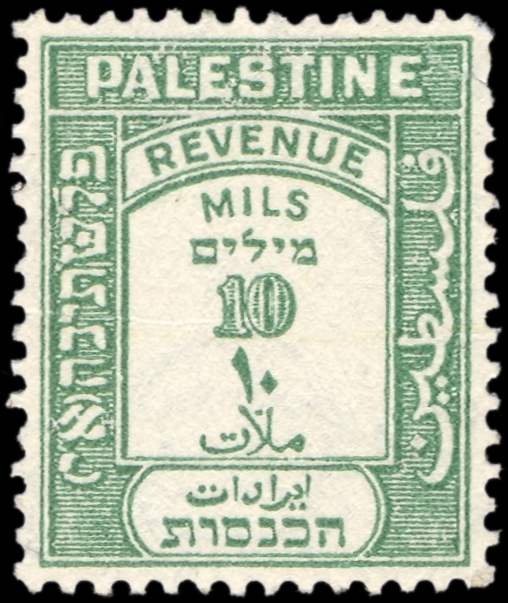
Timbre trilingue, en anglais, arabe et hébreu, en circulation pendant le mandat britannique.
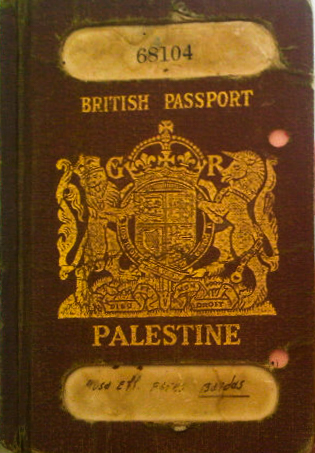
Passeport des habitants de Palestine sous mandat britannique.

## Histoire
Charnière entre la vallée du Nil et la « terre entre les fleuves » (Mésopotamie), la région de la Palestine est habitée depuis des millénaires et a connu la présence et le brassage de nombreux peuples et la domination de nombreux empires : Cananéens, Hébreux/Juifs, Assyriens, Perses, Grecs, Romains, Byzantins, Arabes, Croisés, Ottomans et Britanniques.

### Quelques étapes importantes
- La période cananéenne va du début du IIIe millénaire av. J.-C. à la fin du XIIIe siècle av. J.-C.
- La période israélite va du début du XIIe siècle av. J.-C. à 587 av. J.-C. (prise de Jérusalem et destruction du Premier Temple de Jérusalem par Nabuchodonosor II).
- La période babylonienne puis perse achéménide, avec la province perse de Judée, Yehoud Medinata, va de 587 av. J.-C. à 333 av. J.-C. et débute par la déportation des juifs vers Babylone.
- La période hellénistique à partir de 333 av. J.-C., puis de la Judée hasmonéenne indépendante qui va de 140 à 36 av. J.-C.
- La période romaine suivie de la période byzantine (dès 324), va de 63 av. J.-C. à 638, marquée par la naissance du christianisme, par la destruction du Second Temple de Jérusalem et par la perte de souveraineté des Juifs en Judée.
- La première période musulmane va de 638 à 1099.
- La période des Croisades va de 1099 à 1291.
- La période ottomane va de 1291 à 1917, y compris la parenthèse mamelouke et la parenthèse napoléonienne (1798).

### Époque contemporaine

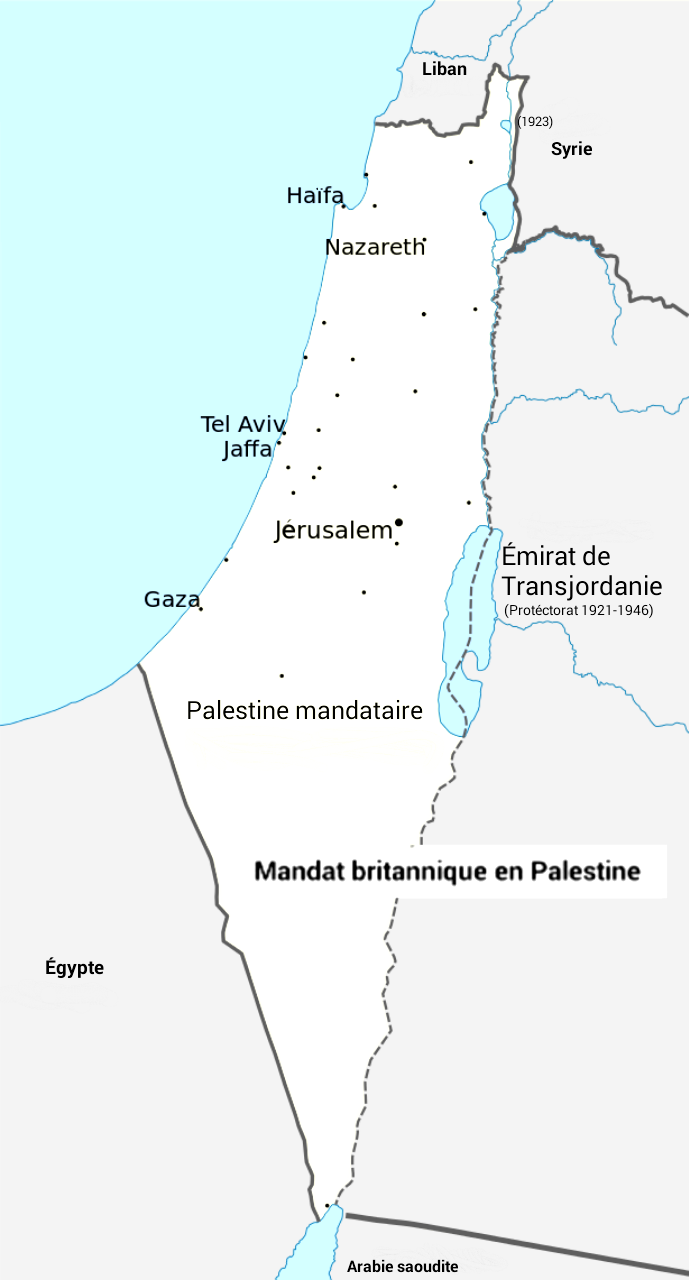
Territoire du mandat britannique.

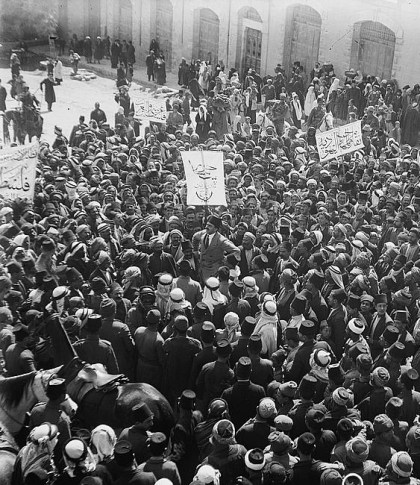
Manifestation arabe à Jérusalem soutenant l'annexion de la Palestine au Royaume de Syrie, mars 1920.

Au cours de la Première Guerre mondiale, les Britanniques conquièrent sur l’Empire ottoman une bande de territoire limitée au sud par la ligne Aqaba à Bassora et au nord par la ligne Acre à Damas et à Mossoul.
La Grande-Bretagne publie la déclaration Balfour le 2 novembre 1917 et occupe la région à partir de la fin de 1917, puis l'administre de 1923 à 1947 dans le cadre d'un mandat de la Société des Nations. En 1920, lors de la Conférence de San Remo et dans le mandat donné aux Britanniques sur la Palestine en 1922, les alliés redéfinissent les frontières de la région en la scindant en quatre mandats dont celui de Palestine qui comprend les territoires situés entre la mer Méditerranée et le désert de Syrie, territoires correspondant aujourd’hui à Israël, à la Cisjordanie, à la bande de Gaza et à la Jordanie. En 1923, lors de l’officialisation du mandat sur la Palestine, et avec la volonté de respecter les promesses formulées envers Hussein ibn Ali, les Britanniques créent un protectorat sur le territoire à l'est du Jourdain. Le territoire destiné à accueillir un « foyer national juif » est réduit à l'ouest du Jourdain, tandis que l’« Émirat hachémite de Transjordanie » est créé à l'est.

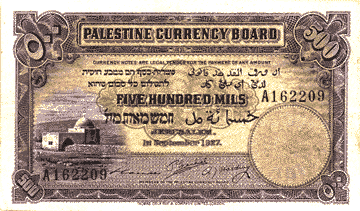
Billet de 1927 sous mandat britannique.

Le 29 novembre 1947, l'Assemblée générale des Nations unies vote le partage de la Palestine entre un État juif, un État arabe et fait de Jérusalem et de sa région une zone internationale. Les Arabes rejettent le partage et la guerre éclate entre Juifs et Arabes de Palestine. Le 15 mai 1948, l'État juif déclare son indépendance sous le nom d'Israël avec la reconnaissance immédiate de jure des États-Unis et de l'URSS. Les États arabes voisins interviennent dans le conflit et envahissent le territoire de l'État juif, le lendemain. Le 23 septembre 1948, le Haut Comité arabe palestinien se réunit à Gaza et proclame la formation du gouvernement arabe de toute la Palestine, sans reconnaissance internationale à l'exception de l'Égypte lors de son occupation de la bande de Gaza. À la fin de la guerre, Israël possède les territoires qui lui ont été alloués par le plan de partage ainsi qu'une partie du territoire initialement alloué à l'État arabe. Des territoires se situant principalement dans le désert du Néguev, le nord de la Galilée et autour de Jérusalem (« Jérusalem-Ouest »). Elle annexe l'ensemble. Le territoire de la Cisjordanie et une partie de Jérusalem (Jérusalem-Est) sont occupés et annexés par la Jordanie, tandis que la bande de Gaza est occupée et placée sous administration militaire égyptienne à la suite de l'armistice du 24 février 1949.
Le 11 mai 1949, l'État d'Israël est admis comme État membre de l'ONU et devient membre de l'UNESCO le 16 septembre 1949. Du côté arabe, la guerre entraîne l'exode palestinien de 1948, qui marque l'imaginaire collectif de la population arabe palestinienne comme la Nakba, en plus de créer une large population de réfugiés palestiniens (entre 700 000  et   750 000 personnes), tandis que dans les années suivantes, les communautés juives des pays arabes, certaines multi-millénaires comme en Irak ou en Égypte, sont contraintes de les quitter et que beaucoup de leurs membres se réfugient en Israël.
Le 28 mai 1964 à Jérusalem, est fondée l'Organisation de libération de la Palestine (OLP). Après les guerres israélo-arabes de 1967 et 1973, l'Organisation obtient le statut d'observateur à l’Assemblée générale des Nations unies le 22 novembre 1974. Le 15 novembre 1988, l'OLP déclare en exil l'indépendance de l'État palestinien avec reconnaissance de 89 États les mois suivants ; l'ONU prend en compte cette déclaration.
Le 12 juin 2007, le Hamas prend le contrôle par la force de la bande de Gaza des mains du Fatah qui en avait hérité après le retrait d'Israël en 2005, dans le contexte du conflit Fatah-Hamas conduisant à la scission de facto de l’Autorité palestinienne en deux régimes politiques revendiquant tous les deux être les véritables représentants du peuple palestinien. Le Fatah dirige l’Autorité palestinienne en Cisjordanie, le Hamas contrôle la bande de Gaza. Le 31 octobre 2011, la délégation palestinienne acquiert le statut de mission permanente d’observation à l'UNESCO. Le 29 novembre 2012, l'État de Palestine est admis en tant qu'« État observateur non membre » à l'ONU. Le vote de cette résolution a été acquis à une majorité de 138 voix pour, 9 contre et 41 abstentions. Le 30 octobre 2014, la Suède est le premier membre de l'Union européenne à reconnaître l'État de Palestine. Le 7 janvier 2015, l'ONU accepte la demande d'adhésion de l'État de Palestine à la Cour pénale internationale. Le 1er avril 2015, l'État de Palestine devient officiellement le 123e État membre de la Cour pénale internationale,.
La région est le théâtre principal des conflits israélo-arabe et israélo-palestinien. Elle a connu plus de onze guerres (et insurrections) : la guerre d'indépendance d'Israël (1948-1949), la crise du canal de Suez (1956), la guerre des Six Jours (1967), la guerre du Kippour (1973), la guerre du Liban (1982), la première Intifada (1988), la seconde Intifada (2000-2005), le conflit israélo-libanais de 2006, la guerre de Gaza de 2008-2009, l'opération de novembre 2012 et la guerre de Gaza de juillet-août 2014.

## Géographie et environnement

### Zoologie
Un genre d'araignées a été nommé Palaestina par référence à la Palestine. D'autres espèces animales ou végétales, originaires — voire endémiques — de la Palestine, ont reçu l'épithète spécifique palaestinus, palaestina, palaestinum ou palaestinae .

## Démographie

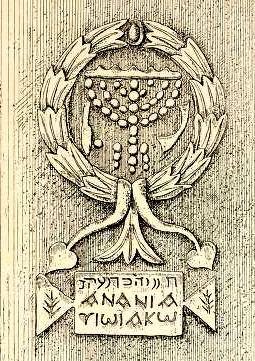
Bas-relief réutilisé, trouvé en 1870 (aujourd'hui détruit) sur la Grande mosquée (anciennement église des Croisés) de Gaza, indiquant en hébreu puis en grec « A Hanania fils de Jacob ».

La population arabe, qui habitait en Palestine avant le début du conflit israélo-arabe, a pris, dans l'histoire moderne, le nom de « peuple palestinien », en référence à l'appellation du lieu. En 1920, un rapport de la Société des Nations évalue la population globale à 700 000 personnes, dont 76 000 juifs. En 1947, l'UNSCOP estime la population arabe à environ 1 200 000 personnes et la population juive à environ 600 000 personnes, soit une population globale de 1 800 000 habitants.
La population de la Palestine mandataire vit sur le territoire israélien et les territoires palestiniens (Territoires occupés et la Bande de Gaza). La population du territoire israélien comprend des juifs (75 %), des musulmans (18 %) et dans une moindre proportion des Chrétiens. La population des territoires palestiniens est principalement arabe, comprenant une majorité musulmane, une importante minorité chrétienne et d'autres minorités ethniques et religieuses. En outre, il existe une certaine diversité de groupes ethniques : Circassiens (Adyguéens sunnites), Arméniens, Kurdes et Samaritains.
Parmi les musulmans se trouvent des sunnites, des druzes, des alaouites, des Turkmènes, des Doms — les bahaïstes sont séparés de l'islam. Parmi les chrétiens, se trouvent des catholiques orientaux, dont des maronites, des protestants, des orthodoxes grecs ou arabes et des arméniens, etc. La partie restante de la population palestinienne est principalement musulmane. La minorité chrétienne arabophone est en constante diminution,,. En 2018, le nombre de ces chrétiens palestiniens s'élève à 47 000 et 98 % d'entre eux vivent en Cisjordanie, principalement à Ramallah, Bethléem et Jérusalem ; une communauté de 1 100 personnes vit dans la bande de Gaza, qui s'élevait à 3 000 en 2009.

## Voir aussi

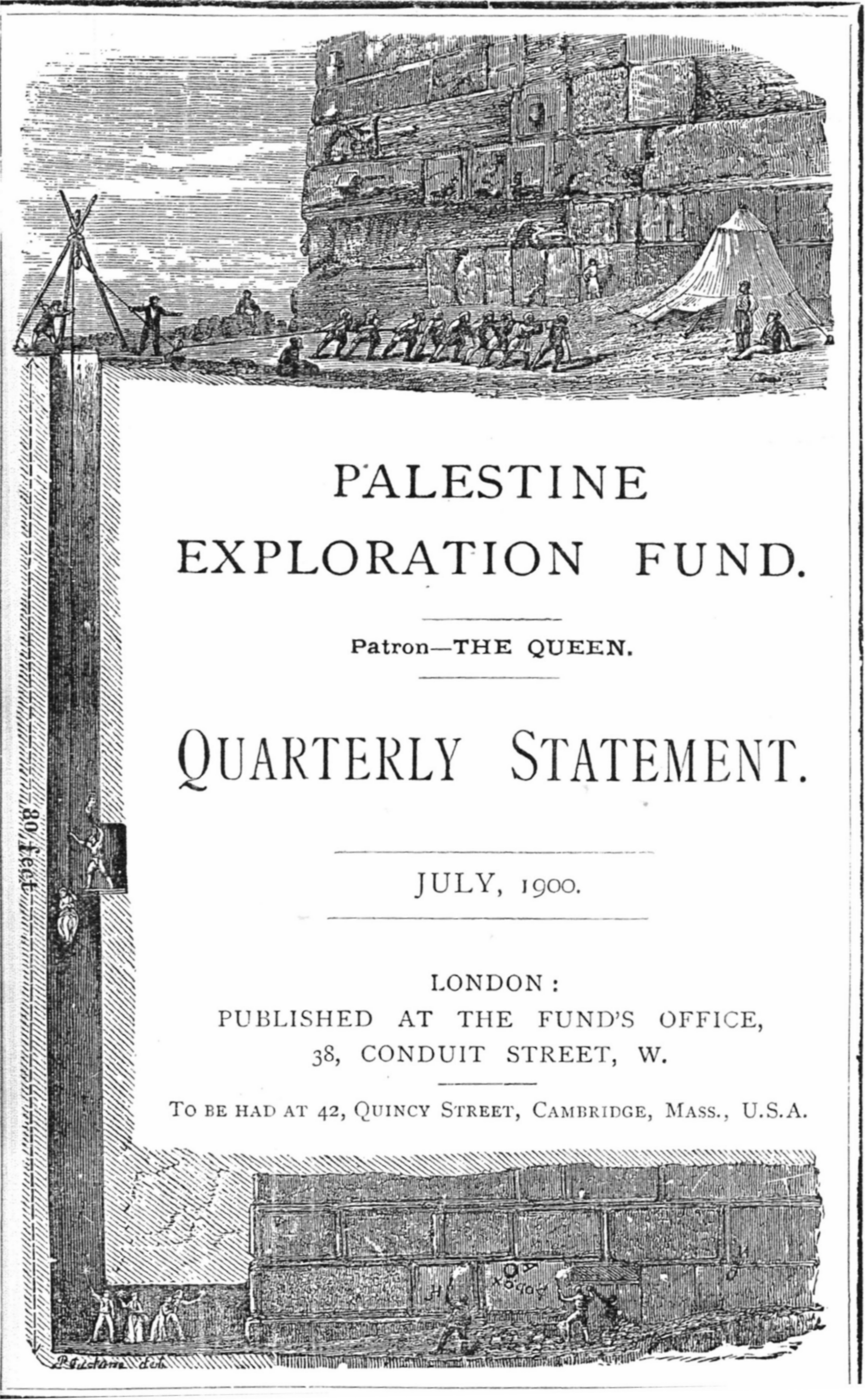
Quarterly Statement, publication du Palestine Exploration Fund, 1900.

### Cartographie
- Cartes détaillées 1/63000 de la Palestine (1872-1877) par Palestine Exploration Fund (en-US) « The Big Map of the Empty Land | The Logic in Madness », sur zeevgalili.com (consulté le 28 novembre 2018).

### Iconographie
- Photographies de la Terre sainte au XIXe siècle.